# The Way He Makes Me Feel
«The Way He Makes Me Feel» (с англ. — «Что чувствовала из-за него») — песня, записанная американской певицей Барброй Стрейзанд специально для фильма «Йентл». Музыка была написана композитором Мишелем Леграном на стихи Алана и Мэрилин Бергман.
Вместе с другой песней из фильма, «Papa, Can You Hear Me?», песня была в 1984 году номинирована на премию «Оскар» как лучшая песня к фильму.
5 ноября 1983 года песня была выпущена в качестве сингла, однако в немного изменённом варианте, приближенном к формату радио. Песня добралась до сорокового места в чарте Billboard Hot 100, а также возглавила чарт Adult Contemporary, для неё это был уже восьмой и последний на сегодняшний день лидер в данном чарте.

## Позиции в хит-парадах
Еженедельные чарты:
| Чарт (1983)                        | Высшая позиция |
| ---------------------------------- | -------------- |
| Канада (RPM Top Singles)           | 34             |
| Канада (RPM Adult Contemporary)    | 1              |
| Франция (IFOP)                     | 26             |
| США (Billboard Hot 100)            | 40             |
| США (Billboard Adult Contemporary) | 1              |

Годовые чарты:
| Чарт (1984)                                    | Позиция |
| ---------------------------------------------- | ------- |
| США (Billboard Top Adult Contemporary Singles) | 17      |